# Dóra Kalmár-Nagy
Dóra Kalmár-Nagy (Budapest, 12 dicembre 1971) è un'ex cestista ungherese.

## Carriera
Con l'Ungheria ha disputato i Campionati mondiali del 1998 e quattro edizioni dei Campionati europei (1993, 1995, 1997, 2001).